# Tienstedenbond
De Tienstedenbond (Duits: Zehnstädtebund of Dekapolis, Frans: Décapole) van de Elzas werd in 1354 opgericht.
Doel van het verbond was de onderlinge bijstand van de vrije rijkssteden bij de verdediging van hun rechten en vrijheden.
De leden waren :
- de rijksstad Haguenau (Hagenau)
- de rijksstad Colmar
- de rijksstad Sélestat (Schlettstadt)
- de rijksstad Wissembourg (Weissenburg)
- de rijksstad Obernai (Oberehnheim)
- de rijksstad Rosheim
- de rijksstad Mulhouse (Mülhausen)
- de rijksstad Kaysersberg (Kaisersberg)
- de rijksstad Turckheim (Türkheim)
- de rijksstad Munster (Münster)

De rijksstad Straatsburg had een hogere status dan de tien steden van de bond omdat zij niet onder de landvoogdij Haguenau viel. Zij maakte dan ook geen deel uit van de tienstedenbond.
Mulhouse trok zich in 1515 terug om zich als zugewandter Ort met het Zwitserse Eedgenootschap te verbinden. Door de toetreding in 1521 van de rijksstad Landau kwam het aantal leden weer op tien.
Bij de Vrede van Westfalen van 1648 kreeg Frankrijk zeggenschap over de Elzas met erkenning van de rijksonmiddelbaarheid van de tien steden. In 1674 echter werden ze door de legers van Lodewijk XIV bezet. Dit werd bij de Vrede van Rijswijk in 1697 gewettigd.